# Llista d'integrals d'inverses de funcions trigonomètriques
Tot seguit es presenta una llista de primitives d'inverses de funcions trigonomètriques. Per consultar una llista completa de primitives de tota mena de funcions adreceu-vos a taula d'integrals
La constant c se suposa diferent de zero.
Nota: Hi ha tres notacions habituals per a referir-se a les inverses de les funcions trigonomètriques. La inversa de la funció sSinus, per exemple, es pot escriure com sin−1, asin, o, tal com es fa en aquest article, arcsin.

## Arcsinus
{\displaystyle \int \arcsin x\,dx=x\arcsin x+{\sqrt {1-x^{2}}}}
{\displaystyle \int \arcsin {\frac {x}{c}}\ dx=x\arcsin {\frac {x}{c}}+{\sqrt {c^{2}-x^{2}}}}
{\displaystyle \int x\arcsin {\frac {x}{c}}\ dx=\left({\frac {x^{2}}{2}}-{\frac {c^{2}}{4}}\right)\arcsin {\frac {x}{c}}+{\frac {x}{4}}{\sqrt {c^{2}-x^{2}}}}
{\displaystyle \int x^{2}\arcsin {\frac {x}{c}}\ dx={\frac {x^{3}}{3}}\arcsin {\frac {x}{c}}+{\frac {x^{2}+2c^{2}}{9}}{\sqrt {c^{2}-x^{2}}}}
{\displaystyle \int x^{n}\arcsin x\ dx={\frac {1}{n+1}}\left(x^{n+1}\arcsin x+{\frac {x^{n}{\sqrt {1-x^{2}}}-nx^{n-1}\arcsin x}{n-1}}+n\int x^{n-2}\arcsin x\ dx\right)}

## Arccosinus
{\displaystyle \int \arccos x\,dx=x\arccos x-{\sqrt {1-x^{2}}}}
{\displaystyle \int \arccos {\frac {x}{c}}\ dx=x\arccos {\frac {x}{c}}-{\sqrt {c^{2}-x^{2}}}}
{\displaystyle \int x\arccos {\frac {x}{c}}\ dx=\left({\frac {x^{2}}{2}}-{\frac {c^{2}}{4}}\right)\arccos {\frac {x}{c}}-{\frac {x}{4}}{\sqrt {c^{2}-x^{2}}}}
{\displaystyle \int x^{2}\arccos {\frac {x}{c}}\ dx={\frac {x^{3}}{3}}\arccos {\frac {x}{c}}-{\frac {x^{2}+2c^{2}}{9}}{\sqrt {c^{2}-x^{2}}}}

## Arctangent
{\displaystyle \int \arctan x\,dx=x\arctan x-{\frac {1}{2}}\ln |1+x^{2}|}
{\displaystyle \int \arctan {\big (}{\frac {x}{c}}{\big )}dx=x\arctan {\big (}{\frac {x}{c}}{\big )}-{\frac {c}{2}}\ln(1+{\frac {x^{2}}{c^{2}}})}
{\displaystyle \int x\arctan {\big (}{\frac {x}{c}}{\big )}dx={\frac {(c^{2}+x^{2})\arctan {\big (}{\frac {x}{c}}{\big )}-cx}{2}}}
{\displaystyle \int x^{2}\arctan {\big (}{\frac {x}{c}}{\big )}dx={\frac {x^{3}}{3}}\arctan {\big (}{\frac {x}{c}}{\big )}-{\frac {cx^{2}}{6}}+{\frac {c^{3}}{6}}\ln |{c^{2}+x^{2}}|}
{\displaystyle \int x^{n}\arctan {\big (}{\frac {x}{c}}{\big )}dx={\frac {x^{n+1}}{n+1}}\arctan {\big (}{\frac {x}{c}}{\big )}-{\frac {c}{n+1}}\int {\frac {x^{n+1}}{c^{2}+x^{2}}}\ dx,\quad n\neq -1}

## Arccosecant
{\displaystyle \int \operatorname {arccsc} x\,dx=x\operatorname {arccsc} x+\ln \left|x+x{\sqrt {{x^{2}-1} \over x^{2}}}\right|}
{\displaystyle \int \operatorname {arccsc} {\frac {x}{c}}\ dx=x\operatorname {arccsc} {\frac {x}{c}}+{c}\ln {({\frac {x}{c}}({\sqrt {1-{\frac {c^{2}}{x^{2}}}}}+1))}}
{\displaystyle \int x\operatorname {arccsc} {\frac {x}{c}}\ dx={\frac {x^{2}}{2}}\operatorname {arccsc} {\frac {x}{c}}+{\frac {cx}{2}}{\sqrt {1-{\frac {c^{2}}{x^{2}}}}}}

## Arcsecant
{\displaystyle \int \operatorname {arcsec} x\,dx=x\operatorname {arcsec} x-\ln \left|x+x{\sqrt {{x^{2}-1} \over x^{2}}}\right|}
{\displaystyle \int \operatorname {arcsec} {\frac {x}{c}}\ dx=x\operatorname {arcsec} {\frac {x}{c}}+{\frac {x}{c|x|}}\ln \left|x\pm {\sqrt {x^{2}-1}}\right|}
{\displaystyle \int x\operatorname {arcsec} x\ dx={\frac {1}{2}}\left(x^{2}\operatorname {arcsec} x-{\sqrt {x^{2}-1}}\right)}
{\displaystyle \int x^{n}\operatorname {arcsec} x\ dx={\frac {1}{n+1}}\left(x^{n+1}\operatorname {arcsec} x-{\frac {1}{n}}\left[x^{n-1}{\sqrt {x^{2}-1}}+(1-n)\left(x^{n-1}\operatorname {arcsec} x+(1-n)\int x^{n-2}\operatorname {arcsec} x\ dx\right)\right]\right)}

## Arccotangent
{\displaystyle \int \operatorname {arccot} x\,dx=x\operatorname {arccot} x+{\frac {1}{2}}\ln |1+x^{2}|}
{\displaystyle \int \operatorname {arccot} {\frac {x}{c}}\ dx=x\operatorname {arccot} {\frac {x}{c}}+{\frac {c}{2}}\ln(c^{2}+x^{2})}
{\displaystyle \int x\operatorname {arccot} {\frac {x}{c}}\ dx={\frac {c^{2}+x^{2}}{2}}\operatorname {arccot} {\frac {x}{c}}+{\frac {cx}{2}}}
{\displaystyle \int x^{2}\operatorname {arccot} {\frac {x}{c}}\ dx={\frac {x^{3}}{3}}\operatorname {arccot} {\frac {x}{c}}+{\frac {cx^{2}}{6}}-{\frac {c^{3}}{6}}\ln(c^{2}+x^{2})}
{\displaystyle \int x^{n}\operatorname {arccot} {\frac {x}{c}}\ dx={\frac {x^{n+1}}{n+1}}\operatorname {arccot} {\frac {x}{c}}+{\frac {c}{n+1}}\int {\frac {x^{n+1}}{c^{2}+x^{2}}}\ dx,\quad n\neq 1}